# ジョン・ムーア (映画監督)
ジョン・ムーア（John Moore, 1970年 - ）は、アイルランド出身の映画監督。

## 略歴
幼少期をIRA暫定派の潜伏地帯として有名なダンドークで3男1女の次男として育つ。(兄のイーモンは公衆衛生医師である)少年時代に報道カメラマンに憧れ、ダブリンのテクニカル・フィルム・スクールを卒業後戦場カメラマンとしてレバノンやボスニアで取材を行う。その後ジム・シェリダンやニール・ジョーダンの映画に撮影助手として参加し、ミュージックビデオやコマーシャルの世界で活躍後に「エネミー・ライン」で映画監督デビューをする。

## フィルモグラフィ
- Jack's Bicycle (1990) 短編映画、監督・脚本
- He Shoots, He Scores (1995) 短編映画、監督・製作・脚本
- Pips (1996) 脚本
- エネミー・ライン Behind Enemy Lines (2001) 監督
- Wild West's Most Wanted (2003) テレビ映画、脚本
- フライト・オブ・フェニックス Flight of the Phoenix (2004) 監督
- オーメン The Omen (2006) 監督・製作
- マックス・ペイン Max Payne (2008) 監督・製作
- ダイ・ハード/ラスト・デイ A Good Day to Die Hard (2013) 監督
- サイバー・リベンジャー I.T. (2016) 監督